# Палеолоксодоны
Палеолоксодо́ны (лат. Palaeoloxodon) — вымерший род семейства слоновых, включающий различные виды слонов с прямыми бивнями. Остатки прямобивневых лесных слонов обнаружены в Бильцингслебене (Германия), Англии, на Кипре, Сицилии и Мальте, Palaeoloxodon naumanni — в  Японии, Китае, Корее. Открытые в Англии в 2006 году на северо-западе Кента остатки датируются возрастом примерно в 400 000 лет; рядом с ними были найдены палеолитические каменные орудия, использовавшиеся гейдельбергским человеком.
Один из видов, Palaeoloxodon namadicus, был, возможно, самым крупным из известных наземных млекопитающих. Последними слонами с прямыми бивнями были средиземноморские карликовые виды, которые вымерли 11—4 тыс. лет назад — возможно, от рук человеческих охотников, других хищников на островах не было.